# L'Arrivée d'un sorcier à une noce paysanne
L'Arrivée d'un sorcier à une noce paysanne (en russe : Приход колдуна на крестьянскую свадьбу) est un tableau du peintre russe Vassili Maksimov (1844-1911), achevé en 1875. Il appartient à la galerie Tretiakov (sous le numéro d'inventaire 585). Ses dimensions sont de 116 × 188 cm (selon d'autres données, 117,7 × 189,8 cm,). Le tableau présente un épisode d'un dîner lors d'un mariage paysan, quand le déroulement joyeux de la fête est perturbé par l'arrivée inopinée d'un sorcier de village couvert de neige,.
Le tableau L'Arrivée d'un sorcier à une noce paysanne, sur lequel Maksimov a travaillé de 1871 à 1875, a été présenté à la 4e exposition des Ambulants (Peredvijniki), qui s'est ouverte à Saint-Pétersbourg en février 1875,. Le travail de Maksimov a fait bonne impression, en particulier auprès du critique Adrian Prakhov, qui écrit que son tableau « est conçu et réalisé comme si c'était l'imagination populaire qui l'avait créé »,. Dès l'exposition, la toile a été achetée par le mécène Pavel Tretiakov,. En 1878, le tableau l'Arrivée d'un sorcier a été inclus dans les tableaux exposés par la Russie lors de l'Exposition universelle de 1878, à Paris.
Le critique Vladimir Stassov écrit que l'Arrivée d'un sorcier… est un tableau profond et talentueux « sur les croyances paysannes, que des générations entières ont portées en elles dans les villages éloignés des villes » ; à son avis c'est « le meilleur tableau, le plus important et le plus significatif » qu'a créé Maksimov. L'ethnographe Sergueï Tokarev (en) observe que dans cette toile « l'artiste réussit à être très expressif et à transmettre avec justesse ce mélange de sentiment de peur superstitieuse, et d'anxiété face au visage d'une force étrangère, mais en même temps de vénération que suscite chez tous la personnalité du vieux sorcier, qui apparaît inopinément au sein des réjouissances de la noce…». Le critique d'art Dmitri Sarabianov considère ce tableau L'Arrivée d'un sorcier à une noce paysanne comme le meilleur de Maksimov et écrit que « c'est cette toile qui a apporté à son auteur une renommée universelle et une place de premier rang parmi les artistes russes du réalisme ».

## Histoire

### Événements antérieurs et travaux sur la toile
En 1862, Vassili Maksimov étudie à l'Académie russe des Beaux-Arts de Saint-Pétersbourg, d'abord en qualité d'auditeur libre, puis, de 1863 à 1866, en classe de peinture d'histoire, où ses professeurs étaient Fiodor Bruni, Carl Timoleon von Neff, Alekseï Markov (en) et Piotr Chamchine (en). En 1864, Maksimov reçoit une petite médaille d'or pour son tableau Enfant malade (scène de village). Il refuse de participer au concours pour la grande médaille d'or et, en 1866, il quitte l'académie avec un certificat de peintre classique du 3e degré,. La même année 1866, il s'installe dans le village de Choubino dans le raïon de Kimry situé dans l'ouiezd de Kortcheva (gouvernement de Tver), où il travaille comme professeur de dessin dans la propriété des comtes Golenichtchev-Koutouzov (ru),,. En janvier 1868, Maksimov se marie avec Lidia Aleksandrovna Ismaïlova,, et en juin de la même année lui et son épouse s'installent dans le village de Tchernavino, dans l'ouiezd de Novaïa Ladoga, dans le gouvernement de Saint-Pétersbourg,. Maksimov provenait lui-même d'une famille de paysans et du village de Lopino, dans le même ouiezd que Tchernavino.

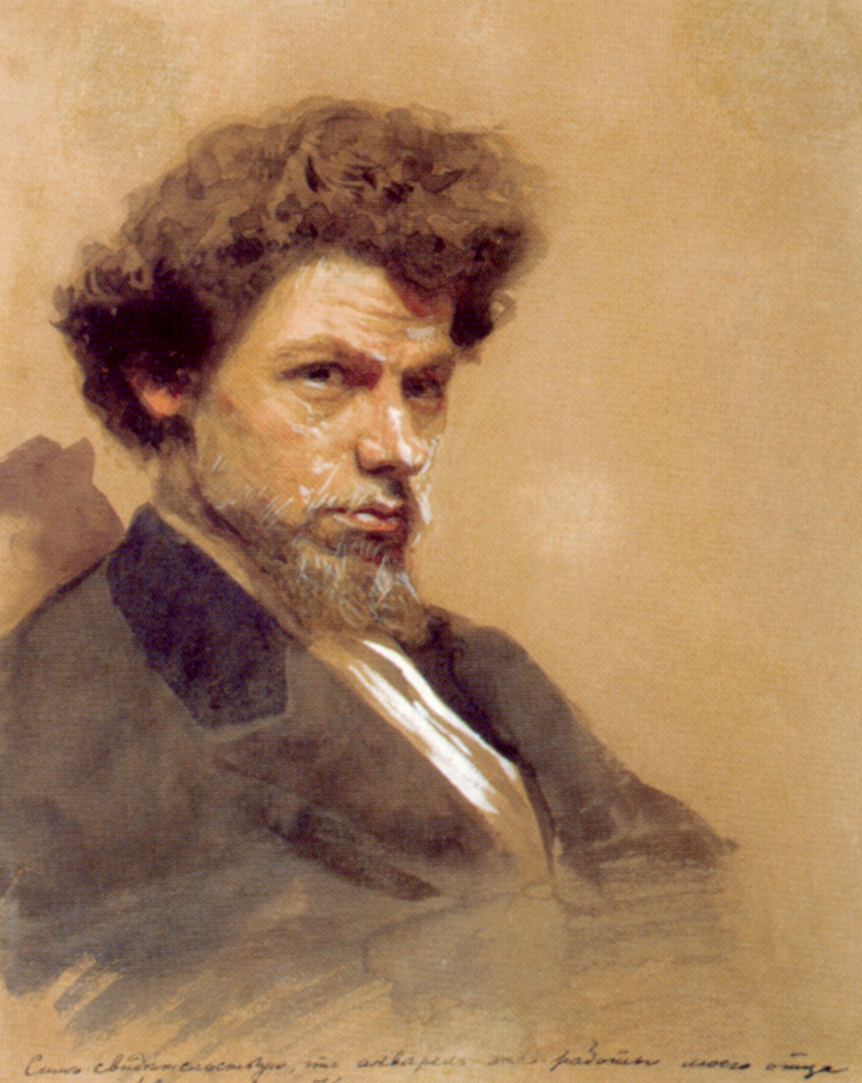
Ivan Kramskoï. Portrait de Vassili Maksimov (1878, Musée russe).

En 1870, pour ses tableaux Grand-mère de contes (1867, aujourd'hui à la Galerie Tretiakov), Rêves d'avenir (1868, aujourd'hui au Musée russe), Préparation à la promenade (1869, aujourd'hui au Musée d'État du Kazakhtan) et La Vieille (1869, aujourd'hui à la Galerie Tretiakov), Maksimov reçoit le titre de maître de classe de premier degré,. Selon l'architecte Rimma Aldonina (en), des travaux tels que Préparation à la fête peuvent être considérés comme des étapes préparatoires à la grande œuvre Arrivée d'un sorcier à une noce paysanne, qui a été entamée en 1871.
À l'automne 1870, Maksimov quitte Tchernavino pour Saint-Pétersbourg. Son travail acharné dans le village a affecté la santé du peintre et il a été malade durant tout l'hiver 1870/1871. Sur le conseil du médecin, il se rend alors plus au sud, à Kiev pour améliorer son état de santé ; Viktor Vasnetsov était son compagnon de voyage durant ce séjour. Pendant celui-ci, Maksimov peint beaucoup et s'intéresse aux types populaires qu'il rencontre dans les villages environnants parmi les pèlerins de la Laure des Grottes de Kiev. Il retourne à Saint-Pétersbourg à l'automne 1871, puis en hiver, retourne à Tchernavino.

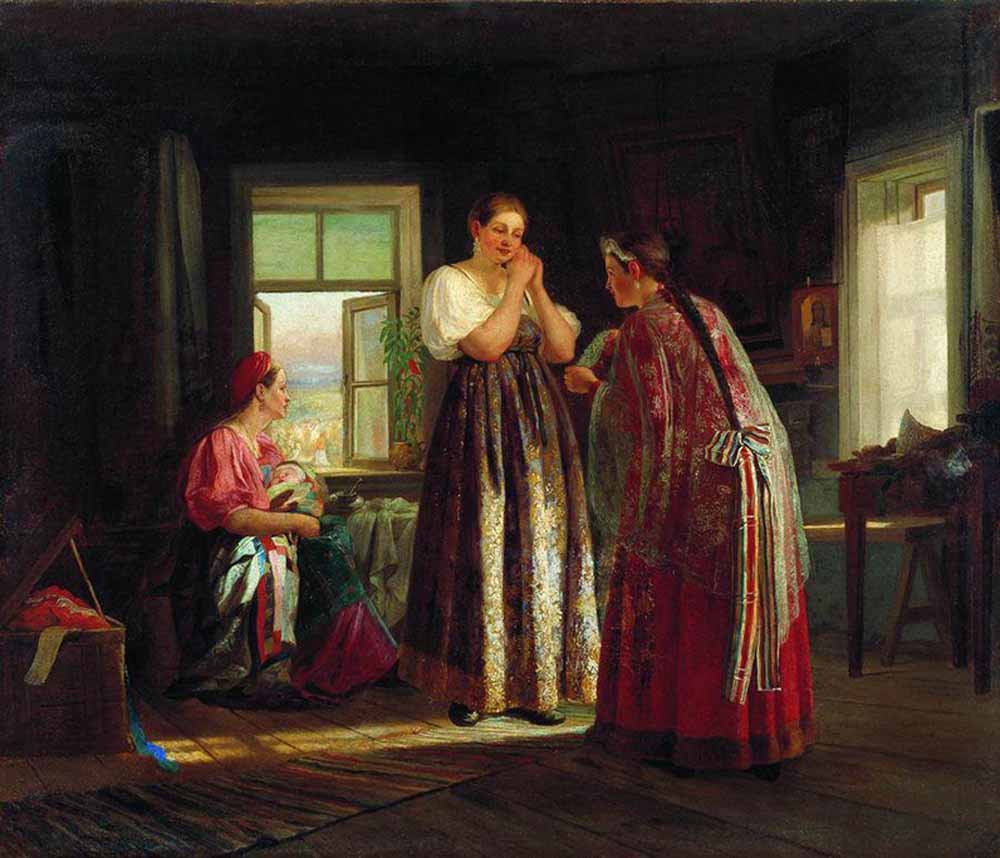
V. Maksimov. Préparation à la promenade (1869, Musée d'État du Kazakhstan)

En travaillant dans un village, il était plus facile pour l'artiste de trouver des modèles-paysans pour créer les personnages de sa future composition L'Arrivée d'un sorcier à une noce paysanne. De plus, la nécessité de travailler au village s'imposait pour des raisons financières étant donné les prix des loyers d'un atelier en ville comparés à ceux d'un atelier dans un village. Mais, malheureusement, l'isba du village dans lequel Maksimov s'est installé était froide et sombre, mal adaptée au travail sur la toile. Maksimov écrit : « Ce qui est mauvais, c'est qu'il est souvent nécessaire de passer des journées entières entre ces murs avec de l'étoupe dans les mains, pendant que le vent ne cesse de souffler, et que le froid est piquant dans ma chambre. C'est cela ma vie dans mon atelier ; mais plutôt que de m'occuper de tableaux que voulez-vous que je fasse ? ».
Au début des années 1870, le rapprochement de Maksimov des artistes Ambulants commence avec la première exposition, ouverte le 29 novembre. En novembre 1872, il est élu membre de cette société des Ambulants. Informant son épouse dans une lettre du 28 février 1873, Maksimov écrit qu'il a « été accepté comme membre effectif des Ambulants pour son tableau Prière familiale, et ce, à l'unanimité, ce qui fait bien plaisir ». Dans la même lettre, l'artiste signale que les Ambulants l'ont encouragé à terminer son travail sur L'Arrivée d'un sorcier…. Plus tard, l'écrivain Vladimir Poroudominski (ru) a noté que « Maksimov était sans doute l'artiste le plus proche de la terre de tous les Ambulants ».
Pendant qu'il travaille sur sa toile, Maksimov consulte souvent les paysans et écoute leurs critiques. Le peintre Ilia Répine écrit que Maksimov ne considérait pas son tableau comme terminé avant qu'il ne soit entièrement approuvé par les paysans. Et Répine de citer des dialogues entre Maksimov et les modèles du tableau comme le Droujka par exemple.
L'avancement du travail sur la toile est très lent. Parfois, l'artiste aimait l'état de sa toile. Dans une lettre à sa femme datée du 28 février 1873, il écrit : « ma toile se trouve être aujourd'hui, au point de vue technique, la meilleure de toutes celles réalisées ». Parfois, Maksimov était mécontent du résultat de son travail ; ainsi écrit-il, dans une lettre du 28 octobre 1874 à son épouse : « La semaine passée, mon travail a été particulièrement mauvais, et je n'ai pas avancé d'un pas. Si bien qu'aujourd'hui j'ai tout nettoyé au couteau pour mieux faire… » Quoi qu'il en soit, dans sa lettre du 11 décembre 1874, écrite peu avant son retour à Saint-Pétersbourg, Maksimov devient plus optimiste : « Si je réussis la figure du sorcier et les personnages du milieu de la toile, avec lesquels il m'a été difficile de progresser, alors j'aurai fini plus vite. Il ne me reste plus qu'à peindre quatre personnages, parmi lesquels j'ai presque terminé aujourd'hui celui qui tient une balalaïka… »

### Quatrième exposition des Ambulants et vente du tableau
Le tableau Arrivée d'un sorcier à une noce paysanne a été exposé lors de la 4e exposition des artistes Ambulants (Peredvijniki), qui s'est ouverte le 27 février 1875 à Saint-Pétersbourg et en avril de la même année à Moscou. La toile a reçu des critiques favorables de la part du public et des journalistes. Ainsi, dans son article sur l'exposition paru dans l'hebdomadaire Ptchela (l'Abeille) (ru) (no 10 année 1875), le critique d'art Adrian Prakhov écrit à propos du tableau de Maksimov : « Les personnages sont très bien saisis. Ces gens ordinaires, avec tout ce que leur existence a de limité, sont si humains, qu'involontairement vous les aimez, vous vous installez à table avec eux et vous êtes heureux de participer au festin. »,, Après sa description de la toile, le critique fait remarquer que « l'essentiel réside dans cette dignité sincère liée à un environnement authentique, ou dans le fait qu'elle est conçue comme si c'était l'imagination populaire qui l'avait créée »,,.
À propos des tableaux présentés à l'exposition, Ivan Kramskoï écrit à Pavel Tretiakov dans une lettre datée du 12 mars 1875 : « Maksimov a décidé de saupoudrer son sorcier de neige et cela ne fait qu'améliorer la scène de manière significative. À mon avis, il ne doit plus changer quoi que ce soit, sauf peut-être la balalaïka et également le visage du propriétaire lui-même, pour le rendre un peu plus visible. » La toile a été achetée lors de l'exposition par le collectionneur Pavel Tretiakov . Il semble que cela se soit passé peu de temps après la lettre de Kramskoï du début mars. En effet, le 22 mars 1875, quelques jours après la lettre de Kramskoï, le critique d'art Vladimir Stassov écrit : « Je vous félicite pour votre achat de la toile de Maksimov, qui est à mon avis l'un des plus remarquables tableaux russes, en particulier pour le choix du sujet… » Le peintre Pavel Tchistiakov approuve, lui aussi, le choix de Tretiakov et il lui écrit le 14 avril 1875 : « Vous avez acheté un très bon tableau à Maksimov et je m'en réjouis pour Maksimov. Il a mis le pied sur la piste des artistes… »,
Le tableau est resté dans les mains de Maksimov durant un certain temps après la vente. Dans une lettre à Pavel Tretiakov, l'acheteur, datée du 11 avril 1875, l'artiste écrit qu'il a apporté les modifications nécessaires et en donne les détails : « Le blanc d'œuf qui couvrait la toile a été nettoyé. La neige sur le manteau du sorcier a été précisée… » La vente est alors finalisée, car dans une lettre du 25 août 1875, Maksimov écrit : « Je suis très content que vous ayez été satisfait du tableau, bien qu'il y ait encore des endroits dont je n'accepte pas entièrement la vue ».

### Expositions internationales

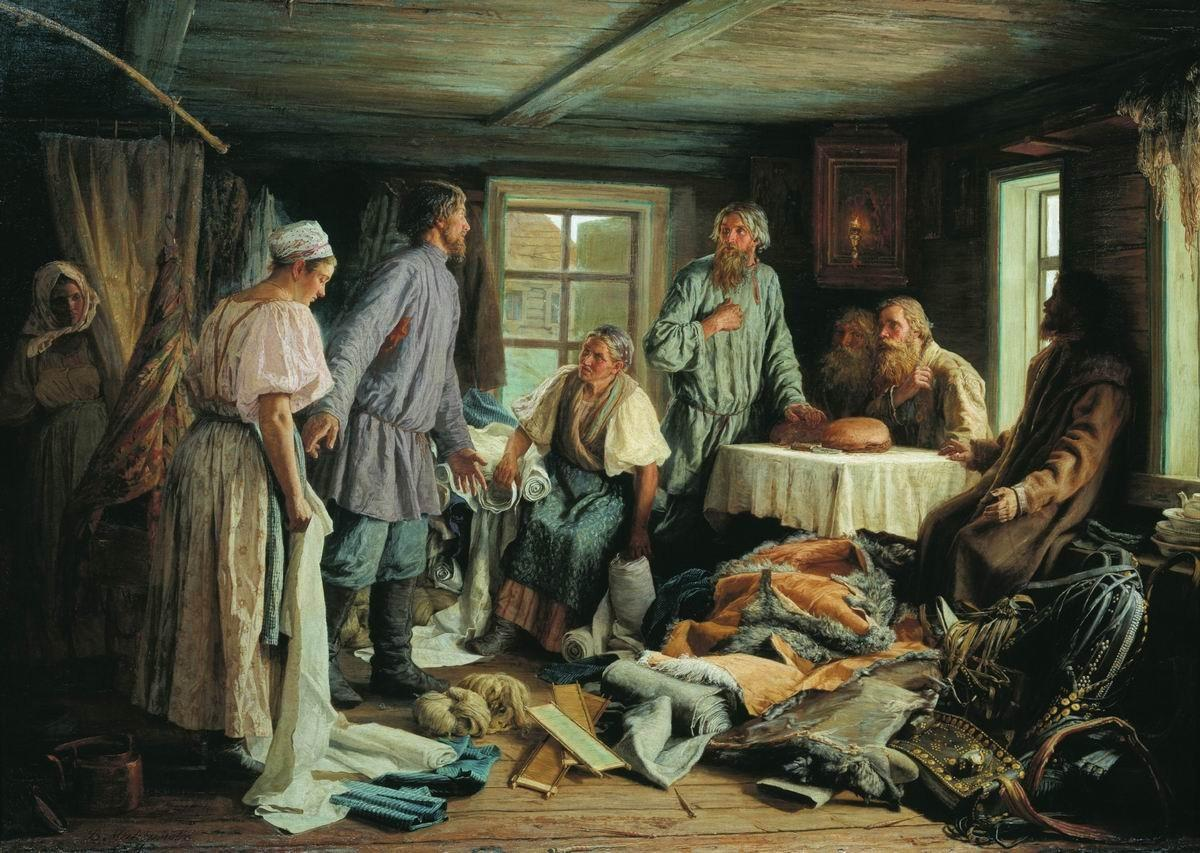
V. Maksimov. Partage familial (1876, Galerie Tretiakov)

En 1878, deux tableaux de Vassili Maksimov L'Arrivée d'un sorcier à une noce paysanne et Partage familial ont été exposés au département russe de l'Exposition universelle de 1878 à Paris. Le sculpteur américain William Wetmore Story, dans son compte-rendu de l'exposition parisienne de 1878, écrit que le tableau Arrivée du sorcier témoigne d'une force et d'un naturel énormes. Le 4 novembre 1878, pour ses tableaux L'Arrivée du sorcier et Partage familial, l'Académie russe des Beaux-Arts attribue le titre d'académicien à Maksimov.
Le tableau L'Arrivée d'un sorcier est également exposé lors de l'Exposition d'art et d'industrie de toute la Russie (ru), qui a lieu à Moscou en 1882,. En 1971-1972, la toile de Maksimov a également participé aux expositions des Ambulants à la Galerie Tretiakov à Moscou et à Leningrad, Minsk, Kiev, pour le centième anniversaire de l'Académie russe des Beaux-Arts. En 1983-1984, le tableau a encore été exposé pour le 225e anniversaire de la même Académie.

## Description
Le sujet du tableau L'Arrivée du sorcier à une noce paysanne est lié aux souvenirs d'enfance de l'artiste relatifs au mariage de son frère aîné : « Les jeunes se tenaient dans le coin rouge, tous les deux très beaux, tout le monde les admirait… Soudain, un homme avec un chien est entré, et, sans enlever son chapeau, s'est tenu sur le seuil. Tous les invités se regardaient et se murmuraient : Le sorcier, le sorcier est arrivé. Puis l'oncle s'est levé et a dit haut et fort : Sorcier, viens ici, bois à la santé des jeunes et ne dérange pas la noce. On lui a apporté une tcharka (ru), on lui a glissé un peu de monnaie dans la main, et le sorcier est reparti avec son chien »,.
Le tableau représente un épisode d'un mariage de paysans. Dans le coin rouge, près des icônes, se trouvent les jeunes mariés avec les parents de la mariée, un prêtre et d'autres paysans. Aux extrémités de la table sont assis les droujki. L'atmosphère joyeuse de la noce est perturbée par l'apparition inattendue d'un sorcier de village couvert de neige. L'inquiétude des participants à la noce est exprimée par les traits du visage ou par leurs attitudes. L'un se lève, un autre se tourne vers le sorcier, un autre encore regarde la réaction des jeunes mariés,. La composition picturale du tableau peut être décomposée en deux parties : d'une part, au centre, un groupe avec l'époux et l'épouse auquel se rajoutent des paysans, réunis autour de la table ; d'autre part, un autre groupe avec le sorcier, la femme tournée de dos qui lui présente le pain et le sel, un joueur de balalaïka et une jeune fille à ses côtés. La scène est habilement construite par l'artiste : les personnages sont présentés de telle manière que les plus importants ne sont pas masqués par les personnages secondaires qui gêneraient leur identification (et ceci également à l'aide d'un éclairage approprié),.

L'Arrivée d'un sorcier à une noce paysanne
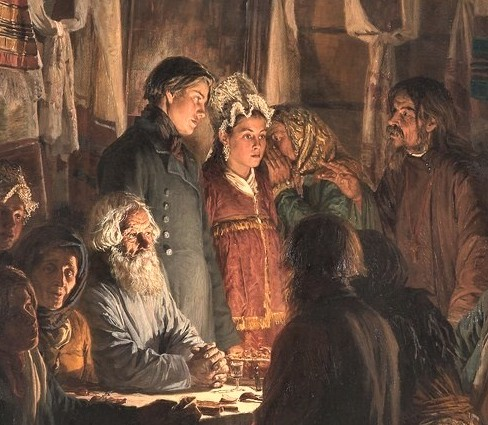
Les jeunes mariés, les parents de la fiancée et un prêtre.
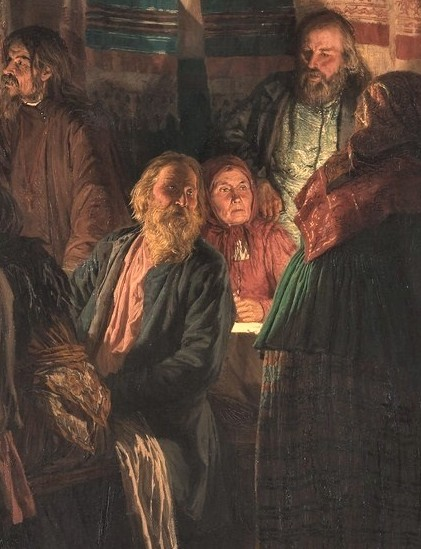
Paysans à table.
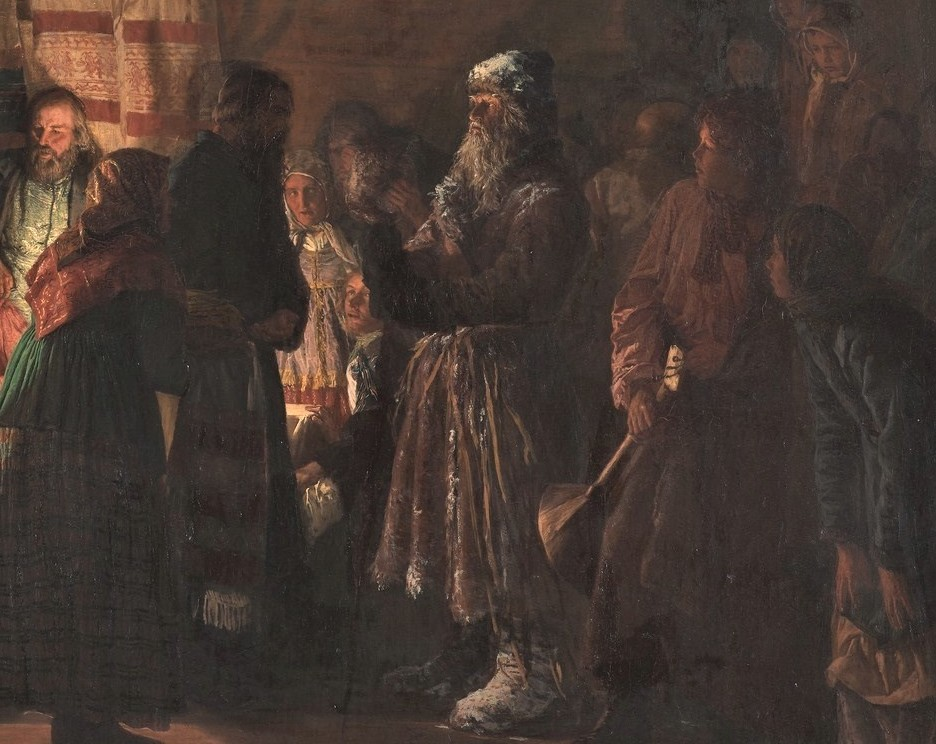
Le sorcier, les parents du fiancé et d'autres paysans.

L'impression de peur du sorcier la plus expressive est celle qui ressort du visage de la mariée dont le jeune visage est plein de charme. Elle est vêtue d'un costume de mariage avec un bonnet de genre kokochnik, garni de perles. Le critique Adrian Prakhov écrit en 1875 : « La mariée est de genre purement russe, sans être une beauté, elle est pudique, au visage de vierge, imprégnée de la solennité de l'évènement et s'inquiète de la suite de la cérémonie, si bien que le spectateur ne peut pas ne pas l'aimer »,,. Son visage est particulier avec ses pommettes hautes et apporte une touche poétique à la scène,. La mère de la mariée tente de l'apaiser en lui chuchotant quelques mots à propos du sorcier. Le marié est plus détendu et écoute avec attention ce que lui lit le prêtre.
Les vieux paysans réagissent sans grande inquiétude à l'arrivée du sorcier parce qu'ils connaissent la coutume qui n'est donc pas une surprise pour eux. Le pain et le sel, l'argent, le vin, sont prêts pour l'accueillir. Un paysan à barbe grise à la droite des mariés reste paisiblement assis à table et regarde l'arrivée dont il connaissait la coutume. En face de lui, deux vieux ne se retournent même pas pour voir le sorcier. Les caractéristiques du père de la mariée sont « la sagesse traditionnelle du Russe et le calme dont il fait preuve avec noblesse ».
La partie droite de la toile représente un sorcier qui vient d'entrer dans l'isba. Il porte un manteau de fourrure et un chapeau, qui sont recouverts de neige. À la ceinture du sorcier sont attachés un arc et des cordes, qui, selon les croyances traditionnelles, lui permettent d'attacher la mal. Selon Adrian Prakhov, « si vous ne saviez pas que le nouvel arrivant est un sorcier vous sentiriez pourtant que quelque chose d'important, de mystique, de surnaturel est arrivé à voir le visage, les vêtements du sorcier, l'anxiété des convives, le respect dont ils font preuve ». Les maîtres de maison viennent à la rencontre du sorcier, la mère du marié (de dos) lui a apporté du korovaï recouvert d'une serviette, et le père se tient à côté d'elle.

Détails de l'Arrivée d'un sorcier…
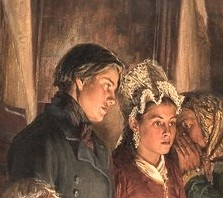
Fiancé et fiancée.
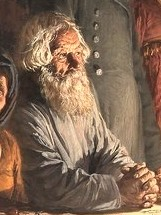
Le père du fiancé.
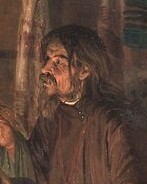
Le pretre.
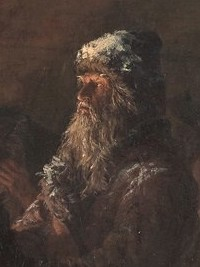
Le sorcier.

Les historiens d'art qui ont étudié l'œuvre de Maksimov ont noté que, dans le tableau, presque tous les visages étaient des portraits typiques de paysans. Dans une monographie sur la vie et l'œuvre de Maksimov, l'historien d'art Alekseï Leonov écrit que l'artiste trouvait ses portraits dans la vie réelle et qu'il est probable qu'il « aurait pu raconter toute l'histoire de chacun des personnages représentés, décrire leurs caractères et ce qu'ils faisaient dans la vie ». Dans une lettre à son épouse, datée du 15 octobre 1874, Maksimov écrit : « C'était un problème difficile pour trouver des modèles pour les deux pères de famille des mariés et pour le sorcier. Stepan Lissine fera le père du marié et le père de la mariée, je le peins dans un autre village. Hier, j'ai été à Lobazina, mais cela ne va pas et j'ai tout effacé aujourd'hui. », Dans ses mémoires, Al. Altaïev (ru) raconte qu'elle connaissait beaucoup de modèles hommes et femmes de Maksimov ; ainsi, selon elle, pour le prêtre de L'Arrivée d'un sorcier, c'est le chasseur Kriatchok qui a posé,.
Erna Pomérantseva, folkloriste et ethnographe, dans un article intitulé Le peintre et le sorcier, publié en 1973 dans la revue Ethnographie soviétique (ru), présente une série d'arguments sur le fait que le modèle du personnage représentant le sorcier, sur le tableau de Maksimov, était Grigori Semionovitch Chabara, dont le peintre avait fait la connaissance au début des années 1870,,.

## Études, esquisses et copies

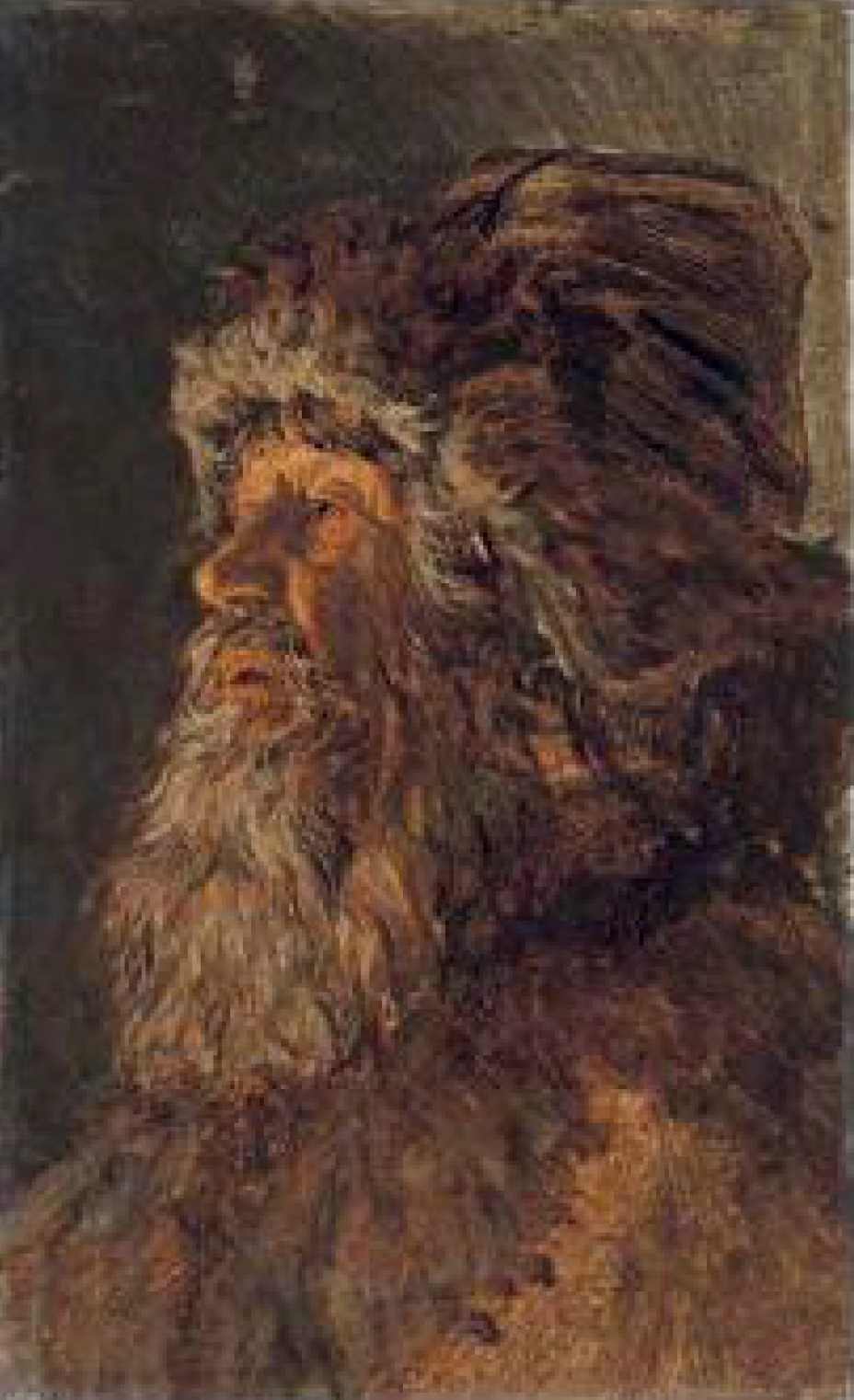
tête de sorcier (étude, 1875, Musée russe).

Deux croquis du même nom, pour le tableau L'Arrivée d'un sorcier à une noce paysanne, sont datés de 1874 et conservés à la Galerie Tretiakov. L'un d'eux (toile, huile, 43,7 × 67,5 cm, connu à l'inventaire sous le no 9370) appartenait à la collection d'Ivan Tsvetkov (ru) depuis le début des années 1890 et est entré à la galerie Tretiakov en 1927. L'autre est une esquisse (toile, huile, 37,3 × 62 cm, reprise à l'inventaire sous le no 11109) acquise par le peintre Ilya Ostroukhov, puis entrée en 1929 au Musée Ostroukhov (ru).
En outre, la galerie Tretiakov conserve un croquis graphique de la peinture L'Arrivée d'un sorcier à une noce paysanne (papier, sépia, crayon graphite, 21 × 33,5 cm, repris à l'inventaire sous le no 7292).
Dans les collections du Musée russe est conservée une étude intitulée Tête de sorcier (1875, toile sur carton, huile, 29,7 × 18 cm, reprise à l'inventaire sous le numéro Ж-1290), qui a été offerte au musée par l'empereur Nicolas II .
Maksimov a également réalisé deux copies du tableau qui sont conservées à la Galerie Tretiakov : une sépia (1875, 41,2 × 60 cm) et un dessin à l'encre et à la plume pour illustrer le catalogue de l'exposition de toute la Russie de 1882 (25,5 × 41,5 cm, repris à l'inventaire sous le no 7283),. Plus tard, le peintre a encore réalisé des reproductions d'auteur dont l'une (toile, huile, 33,5 × 52,5 cm, 1895) se trouve dans la réserve du musée national du Kremlin de Zaraïsk (ru).

Esquisses du tableau L'Arrivée d'un sorcier…
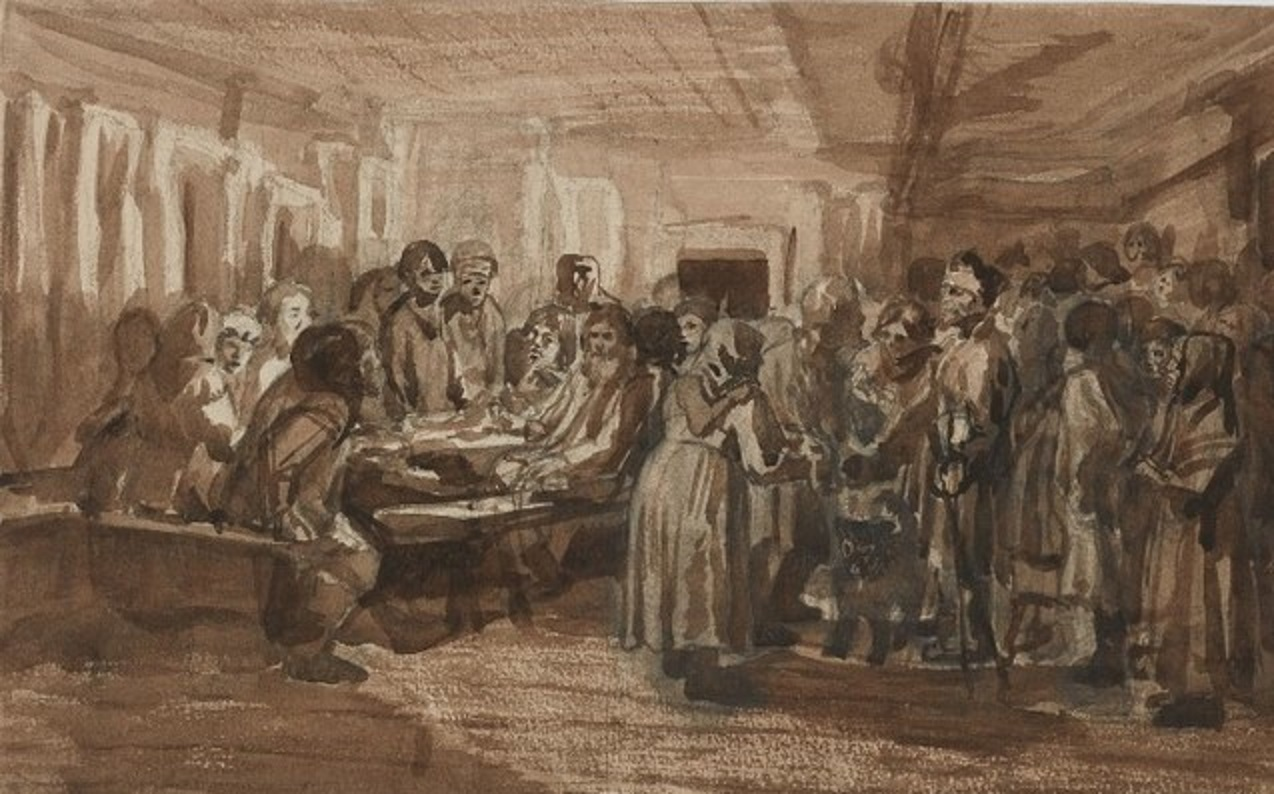
Esquisse du tableau 1870 (inventaire Tretiakov 7292).
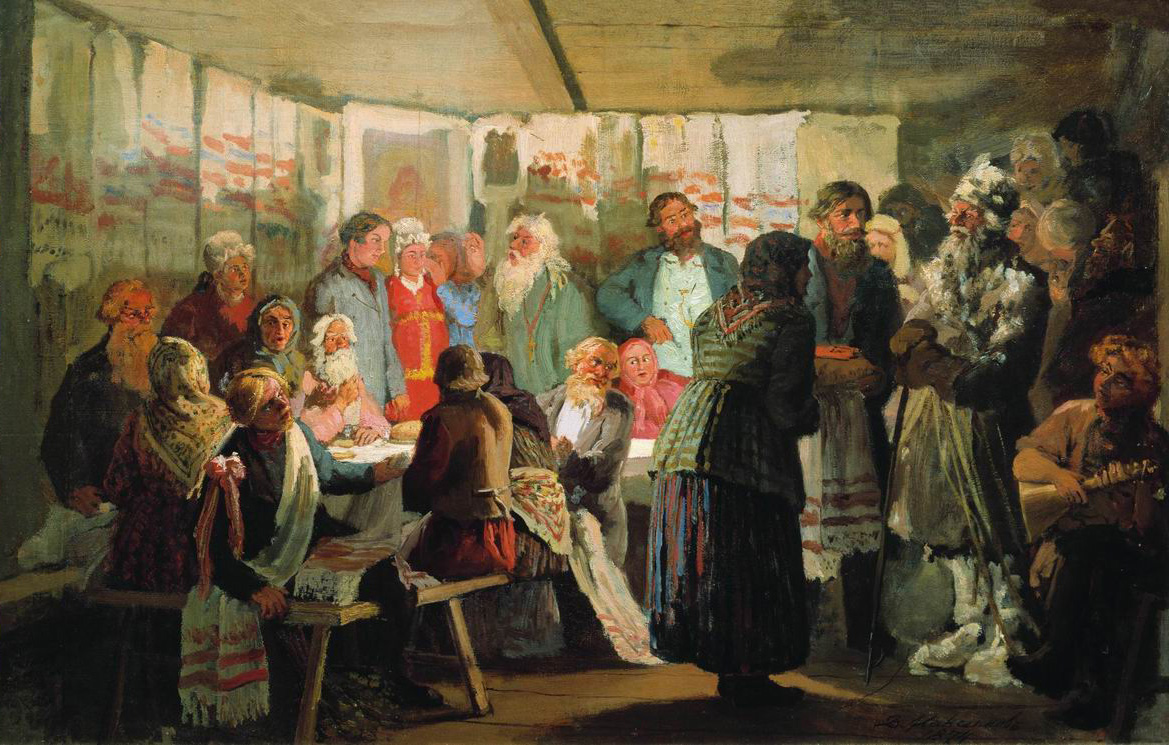
Esquisse de 1874 (Galerie Tretiakov) (inventaire no 9370).
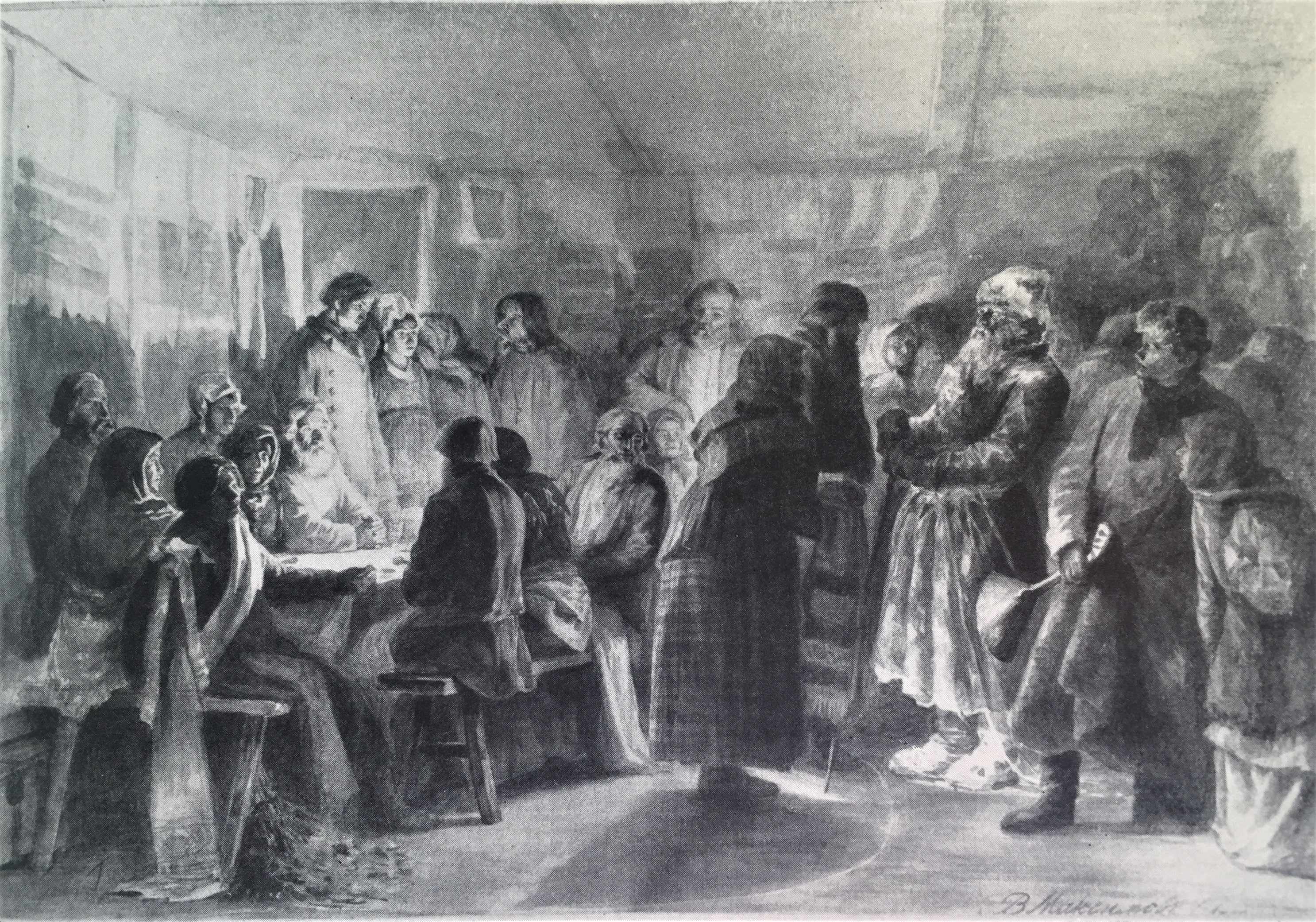
Esquisse (inventaire Tretiakov no 11109).

## Critiques
Dans un article publié en 1883 intitulé Vingt-cinq ans d'art russe, le critique d'art Vladimir Stassov observe que Vassili Maksimov a peint « beaucoup de petits tableaux de la vie de paysans et de gens de classe moyenne ». Néanmoins, selon Stassov, « le meilleur, le plus important, le plus significatif qu'il ait réalisé à son époque, c'est ce tableau L'Arrivée d'un sorcier à une noce paysanne ». Selon le critique, L'Arrivée du sorcier est un tableau profond et talentueux « des croyances dans les villages, des pensées avec lesquelles les générations du siècle ont vécu dans leurs lointaines campagnes ». À propos des œuvres ultérieures de l'artiste, Stassov écrit que « après cette merveilleuse toile (malheureusement un peu sombre dans la coloration), Maksimov n'en a plus réalisé d'aussi grandes, d'aussi étendues par le sujet, d'aussi authentiques, d'aussi drôles ».

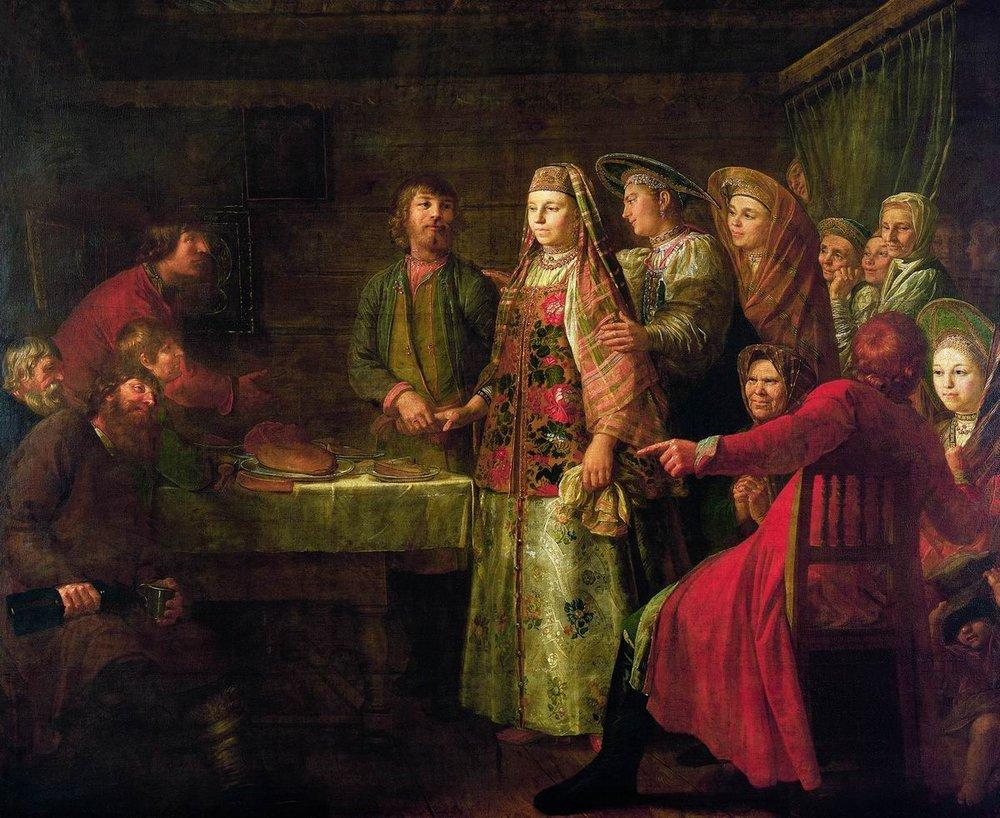
М. Chibanov. Célébration du contrat de mariage (1777, Galerie Tretiakov)

Le peintre et critique Alexandre Benois, dans son ouvrage Histoire de la peinture russe au XIXe siècle, dont la première édition date de 1902, écrit qu'au milieu des années 1870, quand sont apparus les tableaux de Maksimov L'Arrivée d'un sorcier à la noce paysanne et Partage familial, « il connut un énorme succès et la critique le considéra comme le plus brillant des peintres de l'association des Ambulants ». Selon Benois, les toiles de la vie courante de Maksimov « dépeignent la réalité presque dans sa forme pure et n'imposent pas au spectateur l'opinion personnelle du peintre, et ses scènes complexes n'ont pas le caractère d'un cliché photographique pris au hasard, mais sont des documents typiques témoignant de la vie courante ».
Notant qu'avec sa toile L'Arrivée d'un sorcier à une noce paysanne Maksimov « a atteint son apogée créative », le critique d'art Alexandre Zamochkine (ru) écrit que les images créées par l'artiste des paysans sont poétiques et de valeur ; ce sont des images de type pur. Le critique poursuit en remarquant « par sa compréhension de la vie paysanne et des types paysans », Arrivée du sorcier est proche de la toile du siècle précédant de Mikhaïl Chibanov (ru) Cérémonie de signature du contrat de mariage (1777, Galerie Tretiakov), les deux tableaux étant marqués par leur originalité et leur expression caractéristique.

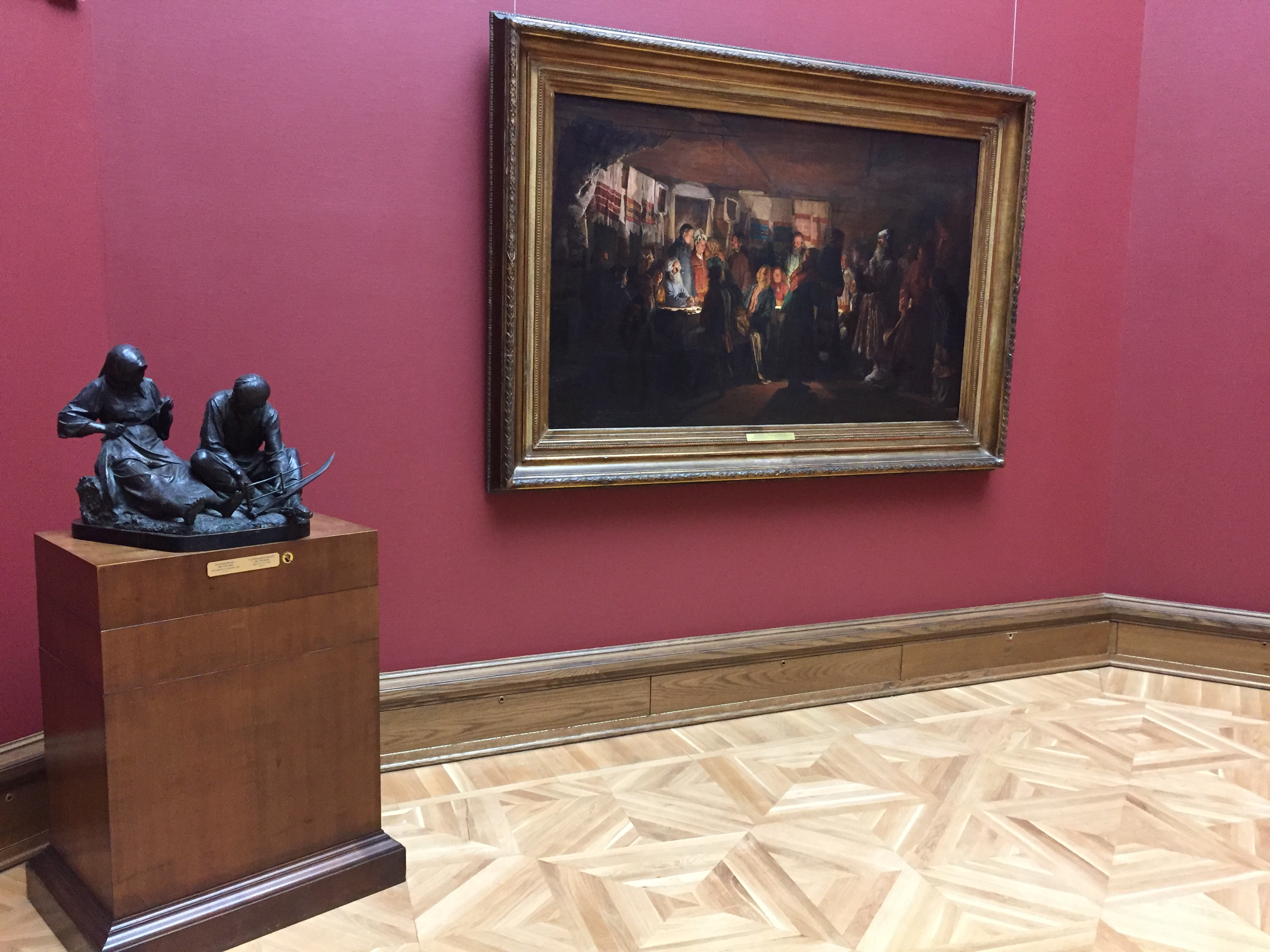
Le tableau de L'Arrivée d'un sorcier à une noce paysanne tel qu'il
est exposé à la Galerie Tretiakov

Dans une monographie sur le travail de Maksimov, le critique d'art Alexeï Leonov écrit que la force de la toile L'Arrivée d'un sorcier à une noce paysanne réside « dans son idée, dans la démonstration de la dignité et de la profondeur des sentiments des gens simples, dans l'amour pour le peuple que l'artiste y a investi ». Selon Leonov, dans cette toile de Maksimov, dans l'unité du contenu et de la forme, le rôle prépondérant reste du côté du contenu », de sorte que la force de l'influence de la toile « est restée inégalée ». Remarquant l'expressivité, la véracité et la pénétration de ce type de peinture, Leonov écrit que le peintre représente « un élément de la vie du village, les usages modestes de ses habitants, leur monde spirituel simple rempli de sentiments d'amour chaleureux ».
Le critique d'art Dmitri Sarabianov considère L'Arrivée d'un sorcier à la noce paysanne comme le meilleur tableau de Maksimov et fait observer que cette toile a apporté à son auteur une renommée universelle et l'a porté « aux premiers rangs de la peinture russe réaliste ». Selon Sarabianov, Maksimov « avec un grand sens poétique recrée les vieilles coutumes des villages anciens, en transmettant les particularités de la paysannerie russe » et présente sur sa toile des êtres d'un grand charme et d'une grande beauté avec de vrais sentiments, leurs caractères et leurs habitudes.